# Бренда
Бренда (фр. Brindas) је насељено место у Француској у региону Рона-Алпи, у департману Рона.
По подацима из 2011. године у општини је живело 5585 становника, а густина насељености је износила 495,56 становника/km².

## Демографија
| 1962. | 1968. | 1975. | 1982. | 1990. | 2011. |
| ----- | ----- | ----- | ----- | ----- | ----- |
| 1.289 | 1.560 | 2.097 | 3.204 | 3.555 | 5.585 |